# المغافلة (حرض)

تعديل مصدري - تعديل

المغافلة هي إحدى قرى عزلة بني الحداد بمديرية حرض التابعة لمحافظة حجة، بلغ تعداد سكانها 673 نسمة حسب تعداد اليمن لعام 2004.